# ISO 3166-2:CO
ISO 3166-2:CO és el subconjunt per a Colòmbia de l'estàndard ISO 3166-2, publicat per l'Organització Internacional per Estandardització (ISO) que defineix els codis de les principals subdivisions administratives.
Actualment per a Colòmbia, l'estàndard ISO 3166-2, està format per 1 districte capital i 32 departaments. El districte capital és la capital del país, Bogotà. Posseeix un status igual a la resta de departaments.
Cada codi es compon de dues parts, separades per un guió. La primera part és CO, el codi ISO 3166-1 alfa-2 per a Colòmbia. La segona part pot ser:
- Dues lletres: districte capital
- Tres lletres: departaments

## Codis actuals

Divisions administratives de Colòmbia

Els noms de les subdivisions estan llistades segons l'ISO 3166-2 publicat per la "ISO 3166 Maintenance Agency" (ISO 3166/MA).
Els noms de les subdivisions són ordenats per ordre alfabètic segons l'alfabet castellà: a-c, ch, d-l, ll, m-n, ñ, o-z.
| Codi   | Nom de la subdivisió (es)                | Tipus de subdivisió |
| ------ | ---------------------------------------- | ------------------- |
| CO-DC  | Distrito Capital de Bogotá               | Districte capital   |
| CO-AMA | Amazonas                                 | Departament         |
| CO-ANT | Antioquia                                | Departament         |
| CO-ARA | Arauca                                   | Departament         |
| CO-ATL | Atlántico                                | Departament         |
| CO-BOL | Bolívar                                  | Departament         |
| CO-BOY | Departament de Boyacá                    | Departament         |
| CO-CAL | Caldas                                   | Departament         |
| CO-CAQ | Caquetá                                  | Departament         |
| CO-CAS | Casanare                                 | Departament         |
| CO-CAU | Cauca                                    | Departament         |
| CO-CES | Cesar                                    | Departament         |
| CO-COR | Córdoba                                  | Departament         |
| CO-CUN | Cundinamarca                             | Departament         |
| CO-CHO | Chocó                                    | Departament         |
| CO-GUA | Guainía                                  | Departament         |
| CO-GUV | Guaviare                                 | Departament         |
| CO-HUI | Huila                                    | Departament         |
| CO-LAG | La Guajira                               | Departament         |
| CO-MAG | Magdalena                                | Departament         |
| CO-MET | Meta                                     | Departament         |
| CO-NAR | Nariño                                   | Departament         |
| CO-NSA | Norte de Santander                       | Departament         |
| CO-PUT | Putumayo                                 | Departament         |
| CO-QUI | Quindío                                  | Departament         |
| CO-RIS | Risaralda                                | Departament         |
| CO-SAP | San Andrés, Providencia y Santa Catalina | Departament         |
| CO-SAN | Santander                                | Departament         |
| CO-SUC | Sucre                                    | Departament         |
| CO-TOL | Tolima                                   | Departament         |
| CO-VAC | Valle del Cauca                          | Departament         |
| CO-VAU | Vaupés                                   | Departament         |
| CO-VID | Vichada                                  | Departament         |